# Jonathan Rea
Jonathan Rea (Larne, 2 de fevereiro de 1987) é um motociclista britânico, atual campeão do Campeonato Mundial de Superbike e ex-piloto da MotoGP.

## Carreira
Jonathan Rea correu na MotoGP em 2012.